# Cerdon, Loiret
Cerdon är en kommun i departementet Loiret i regionen Centre-Val de Loire strax norr Frankrikes mitt. Kommunen ligger i kantonen Sully-sur-Loire som tillhör arrondissementet Orléans. År 2022 hade Cerdon 895 invånare.

## Befolkningsutveckling
Antalet invånare i kommunen Cerdon
| Referens: INSEE |